# Sclerotizzazione
In medicina, si dice sclerotizzazione un processo o un procedimento (indotto o spontaneo) che consiste nella chiusura di un'arteria o di una vena fino all'ostruzione totale del condotto. Da tale problema consegue una mancanza di irrorazione sanguigna della zona colpita.
Tale procedimento si utilizza generalmente in casi di varicocele.